# میانگژو
میانگژو (به لاتین: Mianzhu) یک county-level city در جمهوری خلق چین است که در دییانگ واقع شده‌است.

## خصوصیات
میانگژو ۱٬۲۴۵ کیلومترمربع مساحت و ۵۱۰٬۰۰۰ نفر جمعیت دارد.